# ماریا رومانیوک
ماریا رومانیوک (استونیایی: Maria Romanjuk؛ زادهٔ ۱۵ اوت ۱۹۹۶) شناگر اهل استونی است. وی در بازی‌های المپیک تابستانی ۲۰۱۶ شرکت کرده است.